# Agglomeratie Corner Brook
De Agglomeratie Corner Brook (Engels: Corner Brook Census Agglomeration) is een agglomeratie op het Canadese eiland Newfoundland. Het is met een bevolkingsomvang van 29.762 (2021) het op een na grootste stedelijk gebied in de provincie Newfoundland en Labrador (na de veel grotere Metropoolregio St. John's). Het gebied bestaat uit de stad Corner Brook, acht nabijgelegen gemeenten en het wijde ommeland.

## Geografie
De Agglomeratie Corner Brook ligt aan de westkust van het eiland Newfoundland. De meeste bewoning is gesitueerd langsheen Humber Arm, een zijarm van de Bay of Islands. De agglomeratie strekt zich ook gedeeltelijk uit over het binnenland; de vallei van de rivier Humber volgend tot aan het zuidelijke gedeelte van Deer Lake.
Corner Brook ligt tezamen met zijn de facto buitenwijk Massey Drive aan het zuidoostelijke uiteinde van Humber Arm. De twee andere gemeenten aan de zuidoever van Humber Arm – Mount Moriah en Humber Arm South – maken beide deel uit van de agglomeratie. Hetzelfde geldt voor twee aan de noordkust gelegen gemeenten, namelijk Irishtown-Summerside en Meadows. Hughes Brook, net buiten Irishtown-Summerside, ligt 2 km van het water verwijderd. 
Twee verder in het binnenland gelegen gemeenten behoren eveneens tot de agglomeratie van Corner Brook. Het betreft Steady Brook (aan de oever van de Humber) en Pasadena (aan de oostoever van Deer Lake).

### Census Division No. 5, Subdivision F
Buiten de stad Corner Brook en de bovenvermelde acht gemeenten behoort ook de subdivision of unorganised (SNO) van "Census Division No. 5, Subdivision F" tot de agglomeratie. Dat is een uitgestrekt gemeentevrij gebied dat een oppervlakte van 810,1 km² beslaat. Dat komt neer op zo'n 72% van de agglomeratie van Corner Brook. Het bewoonde gedeelte ervan bestaat uit de aan de Humber gelegen dorpen Humber Village en Little Rapids en het Humber Valley Resort; en het aan Deer Lake gelegen Pynn's Brook. Tezamen zijn deze plaatsen met een 800-tal inwoners goed voor amper 2,5% van het totale inwoneraantal. De hele SNO van Subdivision F wordt door Statistics Canada bij de Agglomeratie Corner Brook verrekend; inclusief uitgestrekte onbewoonde gebieden. Hierdoor is de bevolkingsdichtheid (26,5 inw./km² in 2021) sterk naar beneden toe vertekend.

## Demografie

### Demografische evolutie
Agglomeratie Corner Brook
| Jaar | Bevolking | Verschil |
| ---- | --------- | -------- |
| 1996 | 33.094    | –        |
| 2001 | 30.501    | -7,8%    |
| 2006 | 31.054    | +1,8%    |
| 2011 | 31.417    | +1,2%    |
| 2016 | 30.969    | -1,4%    |
| 2021 | 29.762    | -3,9%    |

### Demografische evolutie per plaats
Onderverdeeld per plaats zijn er erg grote demografische verschillen binnen de agglomeratie. Op Mount Moriah en Irishtown-Summerside na kenden alle plaatsen langsheen de kust van Humber Arm een sterke bevolkingsdaling tussen 2011 en 2021, waaronder ook Corner Brook zelf. De twee niet aan de kust maar vlak bij Corner Brook gelegen plaatsen Hughes Brook en Massey Drive kenden daarentegen een groei in diezelfde periode. Ook de plaatsen langsheen de rivier Humber en Deer Lake kenden een grote groei, hetgeen in schril contrast staat met de situatie van de kustplaatsen.
| Gemeente of stad              | 2011   | 2021   | 2011–2021 |  | Inw./km² (2021) |
| ----------------------------- | ------ | ------ | --------- |  | --------------- |
| Corner Brook (stad)           | 19.886 | 19.316 | -2,9%     |  | 130,6           |
| Pasadena                      | 3.352  | 3.524  | +5,1%     |  | 71,7            |
| Massey Drive                  | 1.412  | 1.606  | +13,7%    |  | 655,5           |
| Humber Arm South              | 1.681  | 1.537  | -8,6%     |  | 23,6            |
| Irishtown-Summerside          | 1.428  | 1.260  | -11,8%    |  | 106,1           |
| Mount Moriah                  | 785    | 700    | -10,8%    |  | 44,6            |
| Steady Brook                  | 408    | 416    | -2,0%     |  | 363,9           |
| Meadows                       | 649    | 560    | -13,7%    |  | 146,6           |
| Hughes Brook                  | 231    | 236    | +2,2%     |  | 151,3           |
| SNO Division No. 5, Subdiv. F | 632    | 746    | +18,0%    |  | 1,0             |

### Taal
In 2021 had 98,0% van de inwoners van de Agglomeratie Corner Brook het Engels als moedertaal; vrijwel alle anderen waren de taal machtig. Hoewel slechts 150 mensen (0,5%) het Frans als moedertaal hadden, waren er 1.320 mensen die de taal konden spreken (4,5%). Naast het Engels en Frans was de meest gekende taal het Spaans met 115 mensen die deze taal machtig waren (0,4%).